# Consoli di Milano
Questa voce elenca tutti i consoli di Milano di cui ci è giunta memoria.

## Consoli della Repubblica
| Periodo | Periodo | Primo cittadino | Partito | Carica               | Note |
| ------- | ------- | --- | ------- | -------------------- | ---- |
| 1117    |         | Capitani: Arialdo da Baggio, Adelardo da Baggio, Anselmo Pusterla, Ottone fante, Arialdo Visconti, Ariprando Cagnola, Giovanni Mantegazza Valvassori: Giovanni Mainerio, Giovanni da Tenebiago, Ugone Crivelli, Ottone Ginammi, Enardo de Deo, Landolfo Mora, Ariprando Malastrena Cittadini: Pagano Burceto, Dugnano de Curte Ducis, Pietro da Concorezzo                                                          |         | Consoli              | -    |
| 1130    |         | Capitani: Arialdo Visconti, Arialdo Grasso, Lanfranco Ferrario, Lanfranco da Corte, Arnaldo da Rho, Manfredo Settala, Anselmo avvocato Valvassori: Giovanni Mainerio, Arderico del Palazzo, Guazzone Tastaguado, Ariprando Malastrena, Ottone da Tenebiago, Ugone Crivelli, Guiberto Cotta Cittadini: Ugone Zavattari, Alessio Lavezario, Pagano Ingovarto, Azzone Martinone, Pagano Maxsaso, Ungaro de Curte Ducis |         | Consoli              |      |
| 1133    |         | Giovanni da Rho |         | Console              | -    |
| 1136    |         | Arnaldo da Rho |         | Console              | -    |
| 1140    |         | Arnaldo da Rho, Manfredo Settala, Arderico dal Palazzo, Ariprando Malastrena, Gigone Borri, Martino della Croce, Ottobello da Lodi, Arderico Cagainos |         | Consoli              | -    |
| 1142    |         | Gualterio giudice, Gigone Borri, Oberto Dall'Orto |         | Consoli              | -    |
| 1143    |         | Ottone da Rho, Giovanni Mantegazza, Arderico Sacco (detto Cotta), Vascone della Mairola, Ambrogio Calcaniolo, Azzone Ciserano, Gregorio Cainarca (Cagainarca) |         | Consoli              | -    |
| 1147    |         | Eriprando giudice, Stefanardo, Manfredo Settala |         | Consoli              | -    |
| 1150    |         | Guercio (dell'Ostiolo?), Stefanardo, Azzone (Ciserano?), Robasacco, Guglielmo Scaccabarozzi, Ambrogio Zavattari, Gerardo Cagapisto, Atterato Mainerio, Ottone della Sala, Arderico dell'Osa, Enrico Paliario, Oberto Dall'Orto |         | Consoli              | -    |
| 1152    |         | Gerardo Cagapisto, Ottone della Sala, Robasacco |         | Consoli              | -    |
| 1153    |         | Azzone Ciserano, Eriprando giudice, Roberto Pingelucco, Marchese Calcaniolo |         | Consoli              | -    |
| 1154    |         | Guercio (dell'Ostiolo?), Ottone da Rho, Oberto Dall'Orto, Vascone della Mairola, Bordella, Alberto da Carate, Gherardo Negro |         | Consoli              | -    |
| 1155    |         | Ugone da Pasciluco, Malagallia Agliati, Anselmo Dall'Orto, Gilberto Pavaro, Amizone Landriani, Pedrocco Marcellino, Arnadio, Arialdo, Gotofredo, Petruense, Pedrone, Guglielmo, Arialdo, Marchese |         | Consoli              | -    |
| 1156    |         | Ugone da Cittiglio, Pietro dal Monastero, Azzone Ciserano, Giovanni Scancio |         | Consoli              | -    |
| 1157    |         | Lisia da Lampugnano |         | Console              | -    |
| 1158    |         | Ottone Visconti, Goffredo Mainerio, Arderico da Bonate |         | Console              | -    |
| 1159    |         | Manfredo da Dugnano, Arialdo Visconti, Gregorio Cainarca, Roberto Pingelucco, Guercio dell'Ostiolo |         | Consoli              | -    |
| 1160    |         | Eriprando Confalonieri Agliati, Landolfo Grasso, Gotofredo Mainerio, Malconvento Cotta, Pedrocco Marcellino, Gerardo Cagapisto, Andreolo Cagnola |         | Consoli              | -    |
| 1162    |         | Ottone Visconti, Amizone della Porta Romana, Anselmo da Mandello, Gotofredo Mainerio, Arderico Cassina, Anselmo Dall'Orto, Eriprando giudice, Arderico da Bonate |         | Consoli              | -    |
| 1167    |         | Manfredo da Soresina, Pedrocco Marcellino, Arialdo Crivelli, Alberto da Carate, Malfiglioccio degli Ermenulfi, Gerardo Cagapisto, Oldrado da Bascapè, Andreolo della Croce |         | Consoli              | -    |
| 1168    |         | Manfredo da Soresina, Gerardo Cagapisto, Broco giudice, Ogerio dell'Isola |         | Consoli              |      |
| 1170    |         | Anselmo da Mandello, Negro Grasso, Senadrago da Soresina, Lisia da Lampugnano, Alberto Cagatossico, Jacopo Mainerio, Alberto da Carate, Ruggero da Concorezzo, Guglielmo dell'Osa, Abiatico Marcellino, Gerardo Cagapisto |         | Consoli              | -    |
| 1171    |         | Passaguado da Settala, Arderico della Torre, Pinamonte Vimercati, Oberto Dall'Orto, Malconvento Cotta, Arnaldo della Mairola, Adobado Boltraffio, Malagallia Agliati, Malfiglioccio degli Ermenulfi, Ruggero Marcellino |         | Consoli              | -    |
| 1172    |         | Jacopo Mainerio, Pagano della Torre, Ruggero Visconti, Clanterio da Corte, Tazio da Mandello, Adobado Boltraffio, Manfredo Pozzobonelli, Ugone Camerario, Prevede Marcellino, Leone della Croce, Oldebrando Canevesi, Eriprando giudice |         | Consoli              | -    |
| 1173    |         | Ruggero Visconti, Ruggero Marcellino |         | Consoli              | -    |
| 1174    |         | Guercio (dell'Ostiolo?), Arialdo Cagarana, Goffredo Corbo |         | Consoli di Giustizia | -    |
| 1175    |         | Uberto Landriani |         | Console              | -    |
| 1176    |         | Guglielmo Cainarca, Orrigone Paliario |         | Consoli di Giustizia | -    |
| 1177    |         | Ruggero Marcellino, Adobado Boltraffio, Alberto da Casate, Guglielmo Borri, Arderico giudice |         | Consoli              | -    |
| 1178    |         | Guglielmo dell'Osa |         | Console              | -    |
| 1181    |         | Guglielmo Calzagrigia, Guidone da Melegnano, Guercio (dell'Ostiolo?) |         | Consoli di Giustizia | -    |
| 1183    |         | Adobado Boltraffio, Guidone Landriani, Pinamonte Vimercati, Guglielmo Borri, Guercio dell'Ostiolo, Arderico da Bonate, Ruggero Marcellino, Lotario Medici, Eriprando giudice |         | Console              | -    |
| 1184    |         | Ottone Zendadario |         | Console              | -    |
| 1185    |         | Pinamonte Vimercati, Eriprando giudice, Adobado Boltraffio, Ugone Camerario, Pietro Visconti |         | Consoli              | -    |
| 1187    |         | Guglielmo Cainarca, Marchese Visconti, Bellotto Borro, Borgo Porrenzione, Guglielmo Calzagrigia, Enrico Trivulzio, Prevede Marcellino |         | Consoli di Giustizia | -    |
| 1188    |         | Ottone Zendadario, Lanfranco degli Oldoni, Ruggero Marcellino |         | Consoli              | -    |
| 1191    |         | Adobado Boltraffio, Passaguerra, Alberto Lampugnani, Guidone Vimercati, Manfredo Pozzobonelli |         | Consoli              | -    |
| 1194    |         | Bertramo Scaccabarozzi, Ruggero Lampugnani, Alberto Lampugnani, Guidone Visconti, Passaguerra Preallone |         | Consoli              | -    |
| 1195    |         | Giordano Litta, Guaifredotto Grasselli |         | Consoli              | -    |
| 1196    |         | Lanfranco Settala, Corradino Landriani, Gigone Borri, Guglielmo Pusterla, Martino della Torre, Rubaconte Anroco, Alberico da Carcano, Gaspare Menclossi, Alberto Camerario, Goffredo Medici, Rubaconte da Mandello, Guidone Botazzo |         | Consoli              | -    |
| 1197    |         | Pagano della Torre, Giovanni da Rho, Gotticino Mainerio, Ruggero Lampugnani, Beano Marcellino |         | Consoli              | -    |
| 1198    |         | Martino della Torre, Goffredo Pusterla, Obizzone Cumino, Corrado giudice, Oberto dell'Osa |         | Consoli              | -    |
| 1202    |         | Alcherio da Vimercate, Giovanni Pasquale, Monaco della Villa, Mirano Morigia |         | Consoli              | -    |
| 1205    |         | Guidotto Pelucco, Alcherio da Vimercate, Corrado Pasturano, Alberto da Marliano, Guidotto da Osio, Enzelerio da Sesto, Busnardo Incoardo |         | Consoli              | -    |
| 1213    |         | Visconte da Riziolo (o da Rizolio) |         | Consoli              | -    |
| 1226    |         | Ugone Preallone, Ottone Dall'Orto, Bergonzio Agliati, Obizzone Amicone, Uberto da Mandello |         | Consoli              | -    |
| 1229    |         | Bonoldo de' Bonoldi |         | Consoli              | -    |
| 1233    |         | Ruffino da Mandello, Lampugnano Marcellino |         | Consoli              | -    |
| 1235    |         | Ruffino da Mandello, Spizio Ingoardo |         | Consoli              | -    |
| 1252    |         | Ugone Grasselli, Bertoldo Gambaro |         | Consoli              | -    |

## Consoli di Giustizia
| Periodo | Periodo | Primo cittadino | Partito | Carica  | Note |
| ------- | ------- | --- | ------- | ------- | ---- |
| 1156    |         | Eriprando giudice, Arderico da Bonate |         | Consoli | -    |
| 1170    |         | Manfredo Visconti, Arderico Cassina, Tosabecco Bossi, Broco giudice, Suzone Marliani, Grotto da Gorgonzola |         | Consoli | -    |
| 1172    |         | Guercio (dell'Ostiolo?), Pietro Visconti, Giovanni da Busnate, Alberto da Carate |         | Consoli | -    |
| 1173    |         | Milano della Villa, Ruggero da Soresina, Manfredo Visconti, Gregorio Cainarca, Arnaldo della Mairola, Castello degli Ermenulfi, Malconvento Cotta, Bevolco da Rho, Pagano Borri, Goffredo del Grosso, Giovanni giudice |         | Consoli | -    |
| 1174    |         | Guercio (dell'Ostiolo?), Arialdo Cagarana, Goffredo Corbo |         | Consoli | -    |
| 1175    |         | Milano della Villa, Broco giudice, Giovanni giudice, Gaspare Menclossi |         | Consoli | -    |
| 1176    |         | Guglielmo Cainarca, Orrigone Paliario |         | Consoli | -    |
| 1178    |         | Ottobello Zendadario, Oltacco della Croce, Gregorio Cainarca, Pagano Borri, Obizzone Cotta |         | Consoli | -    |
| 1179    |         | Eriprando giudice, Presonerio Pusterla, Ramberto da Rho, Bezzone Curto, Guido Capello, Arderico Zavattari, Anselmo della Croce, Milano della Villa, Ruggero da Sedriano |         | Consoli | -    |
| 1181    |         | Guglielmo Calzagrigia, Guidone da Melegnano, Guercio (dell'Ostiolo?) |         | Consoli | -    |
| 1184    |         | Guidone Vimercati, Goffredo Canevesi, Guglielmo Cainarca, Giovanni Bastardo, Milano della Villa, Jacopo da Terzago |         | Consoli | -    |
| 1185    |         | Stefano Menclossi, Guglielmo Calzagrigia, Alberto da Vimercate |         | Consoli | -    |
| 1186    |         | Marchese Visconti, Guercio dell'Ostiolo, Baldizzone Stampa, Ugo da Castenianega |         | Consoli | -    |
| 1187    |         | Guglielmo Cainarca, Marchese Visconti, Bellotto Borri, Borgo Porrenzione, Guglielmo Calzagrigia, Enrico Trivulzio, Prevede Marcellino |         | Consoli | -    |
| 1188    |         | Stefano Menclossi, Alberto Cotta |         | Consoli | -    |
| 1191    |         | Astolfo Cotta, Uberto da Sesto |         | Consoli | -    |
| 1192    |         | Alberto Lampugnani, Nazzaro Visconti, Lanfranco Settala, Gigotto della Mairola, Montenaro giudice, Arnaldo di Sopralacqua, Guglielmo Calzagrigia |         | Consoli | -    |
| 1195    |         | Bennone Curto, Alberto Lampugnani, Passaguerra, Guglielmo Calzagrigia, Guizzardo Pusterla, Nazzaro Visconti, Gigotto della Mairola |         | Consoli | -    |
| 1196    |         | Enrico Confalonieri, Marchese Visconti, Guglielmo Amicone, Enrico Grasso, Jacopo Gambaro, Giovanni Villano, Rainerio da Adobado, Amizone Landriani, Lantelmo da Monza, Jacopo da Desio, Baldizzone Stampa, Codeghino Mainerio, Lorenzo Corbo, Pietro Agliati, Ugo da Castenianega, Alberto Marliani, Guercio dell'Ostiolo |         | Consoli | -    |
| 1197    |         | Ugone Camerario, Alberto da Monza, Astolfo Cotta, Monaco della Villa, Arnaldo da Cantù, Alberto Settala, Bennone Curto, Martino da Camnago |         | Consoli | -    |
| 1198    |         | Ruggero da Terzago, Guidotto Pelucco, Baldizzone Stampa |         | Consoli | -    |
| 1199    |         | Telino Landriani, Traverso da Valiano, Algisio Vimercati, Jacopo Pelucco, Arnaldo Bombello, Alberto della Mairola, Martino da Camnago, Manfredo Visconti |         | Consoli | -    |
| 1200    |         | Giacomo Oldani, Ruggero Brema, Musso Salario, Ottobello Cagapisto, Ruggero da Bollate |         | Consoli | -    |
| 1202    |         | Alcherio Vimercati, Giovanni Pasquale, Monaco della Villa |         | Consoli | -    |
| 1203    |         | Mirano Moriggia |         | Console | -    |
| 1204    |         | Ospino Vimercati, Angelerio da Rho, Pruino Ingoardo, Guglielmo Menclossi, Arnaldo da Canzo |         | Consoli | -    |
| 1205    |         | Guidotto Pelucco, Alcherio Vimercati, Corrado Pasturano, Alberto Marliani, Guidotto da Osio, Angelerio da Sesto, Busnardo Ingoardo |         | Consoli | -    |
| 1206    |         | Guglielmo Brema, Manfredo Parascuto |         | Consoli | -    |
| 1207    |         | Giovanni Zavattari, Martino da Camnago, Bonifacio Cortesio, Ugo Capello, Passaguerra, Ubertaccio Pusterla, Robaconte Anroco, Arderico Scaccabarozzi |         | Consoli | -    |
| 1208    |         | Pagano Selvatico, Ruggero Brema |         | Consoli | -    |
| 1209    |         | Jacopo Oldani, Uberto da Lecco, Riccardo Crivelli, Visconte da Rizolio, Uberto Confalonieri, Alberto Serlotterio, Lanfranco Settala, Alberto da Monza |         | Consoli | -    |
| 1210    |         | Arderico Curto |         | Console | -    |
| 1213    |         | Airoldino da Corrado |         | Console | -    |
| 1217    |         | Durante Marliani, Rainerio Cagapisto, Corrado da Redaldo, Andreotto da Canaria |         | Consoli | -    |
| 1218    |         | Jacopo de' Popoli |         | Console | -    |
| 1219    |         | Guidone di Preallone |         | Console | -    |
| 1220    |         | Jacopo da Merate, Giovanni Boccardo, Alberto della Porta, Muldalbergo giudice, Jacopo Menclossi |         | Consoli | -    |
| 1221    |         | Guglielmo Saporiti, Tiberio Medici, Uberto Pozzobonelli, Imblavato Lampugnani, Angelerio da Dairago |         | Consoli | -    |
| 1223    |         | Baiamonte da Galliate, Petraccio da Osnago, Guglielmo Aprilocchio |         | Consoli | -    |
| 1224    |         | Guidone Vimercati, Monferrato Agliati |         | Consoli | -    |
| 1225    |         | Sacco de' Sacchi, Protaso Brema |         | Consoli | -    |
| 1226    |         | Guidone Pozzobonelli, Bonoldo de' Bonoldi |         | Consoli | -    |
| 1229    |         | Uberto Ferrario, Bardino Bossi, Rainerio Cagapisto, Arderico Marliani, Arnoldo da Monza, Pietro da Bernareggio, Aimerico Calzagrigia |         | Consoli | -    |
| 1230    |         | Rodolfo della Moneta |         | Console | -    |
| 1232    |         | Pietro Pessina, Angelerio da Dairago |         | Consoli | -    |
| 1235    |         | Guidone da Terzago, Burdino Bossi, Jacopo Sanzi, Obizzo Visconti |         | Consoli | -    |
| 1237    |         | Jacopo da Garbagnate, Ambrogio Stefanardi, Lanfranco Borri, Giovanni Beltoloneo |         | Consoli | -    |
| 1238    |         | Gualtiero Pozzobonelli, Lampugnano Grida |         | Consoli | -    |
| 1241    |         | Jacopo Carbone, Manfredo Meravigli |         | Consoli | -    |
| 1242    |         | Imblavato Lampugnani |         | Console | -    |
| 1244    |         | Arderico Curto |         | Console | -    |
| 1251    |         | Zillio da Casate |         | Console | -    |